# کدینی
کدینی (به چکی: Kdyně) یک منطقهٔ مسکونی در جمهوری چک است که در ناحیه دوماژلیتسه واقع شده‌است. کدینی ۵٬۲۸۳ نفر جمعیت دارد.

## خواهرخوانده
شهر اشلکام خواهرخواندهٔ کدینی هست.